# چد اوانز
چد اوانز (انگلیسی: Ched Evans؛ زادهٔ ۲۸ دسامبر ۱۹۸۸) بازیکن فوتبال اهل بریتانیا است.
از باشگاه‌هایی که در آن بازی کرده‌است می‌توان به باشگاه فوتبال منچستر سیتی، باشگاه فوتبال نوریچ سیتی، باشگاه فوتبال شفیلد یونایتد، و باشگاه فوتبال چسترفیلد اشاره کرد.
وی همچنین در تیم‌های ملی فوتبال Wales national under-19 football team، زیر ۲۱ سال ولز، و ولز بازی کرده‌است.